# Урнгар
Урнга́р — правитель (енсі) шумерської держави Лагаш. Його правління припадало приблизно на початок XXI століття до н. е.